# B-лімфоцити
B-кліти́ни або В-лімфоци́ти — один із видів лімфоцитів, що здійснюють специфічну гуморальну імунну відповідь. Основною функцією цих клітин є синтез антитіл та презентування антигенів Т-клітинам. Латинська буква В у назві цих клітин походить від органа птахів — фабрицієвої сумки (лат. Bursa fabricii), в якій ці клітини дозрівають. У більшості ссавців дозрівання В-лімфоцитів відбувається у кістковому мозку, тому цю назву можна трактувати і як похідне від англійського словосполучення англ. bone marrow (кістковий мозок).

## Поверхневі детермінанти В-клітин
Зрілі В-клітини відрізняються від інших лімфоцитів тим, що на їх поверхні наявні мембранозв'язані форми імуноглобулінів (антитіл), які відіграють роль рецепторів до антигенів. На поверхні кожної В-клітини розташовується близько 1,5×105 молекул антитіл, і всі вони мають абосолютно однакову антигенну специфічність.
До інших молекул, що експресуються на мембрані зрілих В-лімфоцитів належать:
- B220 (форма CD45) часто використовується як маркер для визначення В-клітин та їх попередників. Проте, на відміну, від антитіл ця поверхнева молекула наявна і на інших клітинах;
- Молекули головного комплексу гістосумісності ІІ класу дозволяють В-лімфоцитам виконувати роль антиген-презентуючих клітин;
- CR1 (CD35) та CR2 (CD21) — рецептори до певних білків системи комплементу;
- FcγRII (CD32) — рецептор до імунглобуліну G (IgG) — одного із типів антитіл;
- B7-1 (CD80) та B7-2(CD86) — молекули, що взаємодіють із CD28 та CLTA-4 — важливими регуляторними факторами, наявними на поверхні різних Т-клітин, в тому числі і Т-гелперів;
- CD40 — молекула, що взаємодіє із лігандом CD40 на поверхні Т-гелперів. У більшості випадків ця взаємодія є критичною для виживання антиген-стимульованих В-клітин і для їхнього розвитку у плазматичні клітини або В-клітини пам'яті.

## Активація і диференціація В-клітин

Шляхи розвитку В-лімфоцита після активації антигеном. Малий наївний В-лімфоцит перебуває на стадії G_{0} клітинного циклу, після активації антигеном він збільшується у розмірі і входить у клітинний цикл. Після кількох поділів його потомство диференціюється або в ефекторні плазматичні клітини, що секретують антитіла, або у В-клітини пам'яті, котрі зберігаються в організмі впродовж тривалого часу.

Кожен В-лімфоцит має на своїй поверхні антитіла, специфічні до певного антигену. До того, як В-лімфоцит зустрінеться зі своїм антигеном він є неактивованим або наївним. Такий лімфоцит перебуває на стадії G0 клітинного циклу. Він характеризується малими розмірами (приблизно 6 мкм у діаметрі), невеликою кількістю цитоплазми, яка утворює ледве помітний обідок навколо ядра, щільно конденсованим хроматином. Такі клітини майже не містять мітохондій і мають погано розвинені ендоплазматичний ретикулум і апарат Гольджі.
Після того, як В-клітина зустрічається із відповідним антигеном, у присутності відповідних цитокінів, вона активується. Процес активації включає перехід із стадії G0 у стадію G1, а далі — у S, G2 та M стадії клітинного циклу. В цей період розмір лімфоцита збільшується до 15мкм (така клітина називається лімфобластом), також зростає цитоплазматично-ядерне співвідношення, розвивається складніша структура органел.
Лімфобласти проліферують і з їхніх нащадків утворюються або ефекторні плазматичні клітини, або В-клітини пам'яті. Плазматичні клітини найбільші за розмірами із всіх зрілих В-лімфоцитів, основна їх функція полягає у синтезі розчинних антитіл. У зв'язку з цим вони мають добре розвинутий ендоплазматичний ретикулум, розташований концентричними шарами, а також розвинуту систему везикул комплексу Гольджі. Плазматичні клітини живуть, зазвичай, не довше кількох тижнів.
В-клітини пам'яті по морфології майже не відрізняються від наївних лімфоцитів, їх можна відрізнити тільки за наявністю певних поверхневих молекул. В-клітини пам'яті можуть зберігатись в організмі десятки років.